# Biola University
Biola University – prywatny, ewangelikalny uniwersytet humanistyczny, znajdujący się w La Mirada, w Kalifornii, w pobliżu Los Angeles.
Uczelnia została założona w 1908 jako „Instytut Biblijny w Los Angeles” przez Lyman Stewart, założyciel i współwłaściciel „Union Oil Company of California”. Uczelnia ma nie tylko Wydział Teologiczny, ale także wydziały: administracji biznesu, psychologii, pedagogiki i badań międzykulturowych. Biola University w 2007 roku otworzyło Centrum Studiów dla Żydów mesjańskich w Nowym Jorku.

## Teologia
Biola University funkcjonuje jako bezwyznaniowa uczelnia, ale najbardziej reprezentowane są wyznania baptystów i ewangelików. Biola jest znana ze swojej konserwatywnej doktryny ewangelikalnej. Zdecydowana większość studentów i wykładowców identyfikują się jako ewangelicy, ale studenci Biola i wykładowcy przestrzegają protestanckiej ortodoksji. Biola utrzymuje kluczową doktrynę o biblijnej bezbłędności, według której oryginalne pisma Biblii były bez błędu w odniesieniu do spraw  zarówno teologicznych jak i nieteologicznych. Instytucja oficjalnie naucza premilenaryzmu i dyspensacjonalizmu i wymaga od członków wydziału być w zgodzie z tym poglądem teologicznym i kulturowym.

## Znani absolwenci
- John Thune – senator amerykański
- Sikhanyiso Dlamini – księżna Suazi
- Tim Worrell – gracz baseball
- Todd Worrell – gracz baseball
- Charles E. Fuller – duchowny, założyciel Fuller Theological Seminary
- Josh McDowell – chrześcijański mówca i pisarz
- Scott Derrickson – amerykański scenarzysta, producent i reżyser
- Wess Stafford – prezes Compassion International
- Andy Luckey – amerykański pisarz, reżyser i producent
- Steve Bridges – amerykański komik i aktor
- John Townsend – psycholog i autor bestsellerów

## Znani wykładowcy
- William Lane Craig – amerykański filozof analityczny, teolog i apologeta chrześcijański
- J. Vernon McGee – teolog i profesor Biblii
- James Porter Moreland – amerykański filozof, teolog i apologeta chrześcijański
- Robert L. Pyskaty – profesor teologii systematycznej
- John H. Coe – dyrektor Instytutu Formacji Duchowej
- David Hunt – adiunkt filozofii